# Musikinstrumenten-Museum
Le Musikinstrumenten-Museum (musée des instruments de musique de Berlin, ou MIM), qui rassemble environ 3 500 instruments, constitue l'une des collections les plus importantes et significatives d'Allemagne.
Ce musée fut fondé en 1888 à Berlin sous le nom de Sammlung alter Musikinstrumente (collection d'instruments de musique anciens) par Philipp Spitta et Joseph Joachim au sein de la Königliche akademische Hochschule für Musik (École royale académique supérieure de musique). Les premiers éléments provinrent du Kunstgewerbemuseum (musée des métiers d'art). À présent, le musée appartient à l'Institut d'État de recherche musicale et donc fait partie de la Stiftung Preußischer Kulturbesitz (Fondation des biens culturels de Prusse). Il présente environ 800 instruments en exposition permanente qui sont aussi, lorsque c'est possible, régulièrement joués.